# Ul'čskij rajon
L'Ul'čskij rajon (in russo Ульчский район?) è un rajon (distretto) del Territorio di Chabarovsk, nell'Estremo oriente russo.
Istituito il 17 gennaio 1933, occupa una superficie di circa 39.310 chilometri quadrati, ha come capoluogo Bogorodskoe e ospita una popolazione di circa 22.000 abitanti.